# Alfons Du Bois
Alfons Jozef Edgard Du Bois (Lebbeke, 16 februari 1878 - 17 januari 1959) was een Belgisch politicus en burgemeester voor de Katholieke Partij.

## Levensloop
Alfons Du Bois was bierbrouwer en werd gemeenteraadslid (vanaf 1926) en burgemeester (1927-1946) in Lebbeke. 
Hij werd CVP-senator voor het arrondissement Dendermonde in 1937, in opvolging van de overleden Florent Beeckx en bleef dit tot in 1939. In september 1944 werd hij opnieuw senator, in opvolging van de tijdens de oorlog overleden Joris Devos.